# Michel Minard
Pour les articles homonymes, voir Minard.
Michel J. Minard est un éditeur français né le 6 août 1928 dans le 14e arrondissement de Paris et mort le 15 mai 2013 à Équemauville.

## Historique
Étudiant à la Sorbonne au début des années 1950, Michel J. Minard y anime le Groupe d'études de lettres modernes et participe à la création d'une licence innovante de lettres modernes, avant de militer pour un cursus académique complet dans cette filière d'enseignement, jusqu'aux concours de l'agrégation.
Le 1er janvier 1954, il fonde La Revue des lettres modernes, qu'il consacre à l'« histoire des idées et des littératures ». Destinée, à l'origine, à être un périodique universitaire, elle formera la base d'une nouvelle maison d'édition savante : Lettres modernes Minard.
Le siège de l'entreprise a d'abord été aux 67 puis 73, rue du Cardinal-Lemoine, ensuite au 10, rue de Valence, dans le 5e arrondissement de Paris. L'unité de fabrication des livres était quant à elle située au 45, route de Saint-André, à Fleury-sur-Orne, dans le Calvados.
En 2004, le cinquantenaire des Lettres modernes Minard a été célébré à la Maison de l'Amérique latine, à Paris.

## Une invention: la note-tiroir
Outre son attachement à l'esthétique des ouvrages qu'il édite, Minard veille à la rigueur de la tradition typographique, tout en y introduisant des novations induites par l’émergence des théories du texte et de la génétique des œuvres. Il repense donc les usages de l'édition savante et les affine pour les adapter aux exigences du lectorat contemporain.
Parmi ses innovations, il invente un dispositif demeuré célèbre dans le milieu mais peu usité ailleurs qu'aux Lettres modernes Minard : celui de la note-tiroir. Il s'agit, pour indiquer la référence d'une citation ou d'un renvoi textuel, non plus de donner la référence bibliographique complète à la première occurrence, puis de la répéter en abrégé avec la mention op. cit. aux suivantes — ce qui alourdit d'autant le nombre de notes —, mais de ne la donner qu'une seule fois en note et de répéter ensuite le même appel de note après mention de la page citée à l'intérieur même du texte principal.
Ce qui, par exemple, était auparavant :
« Citation A »1 et texte de la note 1 : Albert Camus, L'Étranger, Paris, Gallimard, coll. « Blanche », 1942, p. 28.
« Citation B »2 et texte de la note 2 : Camus, L'Étranger, op. cit., p. 56.
« Citation C »3 et texte de la note 3 : Camus, L'Étranger, op. cit., p. 17.
devient alors :
« Citation A » (p. 281)
« Citation B » (p. 561) 
« Citation C » (p. 171) 
avec le même texte de note 1, désormais commune à toutes les occurrences : Albert Camus, L'Étranger, Paris, Gallimard, coll. « Blanche », 1942.
Ce nouveau mode de référence est économique et favorise la lecture du texte critique puisque, alors que dans l'usage antérieur, il y avait autant de notes que de citations, la note-tiroir les réduit à une seule.

## Postérité
Les ouvrages édités par Minard sont réputés pour leur exactitude et leur facture irréprochables. Il s'inscrit dans la lignée des grands éditeurs érudits. Sa renommée internationale et sa manière de concevoir le métier lui ont valu d'être rapproché de Jérôme Lindon, qui le tenait en grande estime.
Pourtant, peut-être en raison de sa discrétion (il n'existe apparemment aucune photographie publique de lui[réf. nécessaire]), sa disparition n'a fait l'objet d'aucune couverture médiatique, à l'exception des hommages posthumes que lui ont rendus quelques-uns des auteurs qu'il a publiés.
Après son décès, puis celui de sa deuxième épouse, Danièle Minard (1939-2014), les éditions Lettres modernes Minard ont été reprises par les Classiques Garnier.
Sa fille, Dominique Minard, née d'un premier mariage, est gérante d'une librairie à Clermont-Ferrand.

## Collections
Michel J. Minard a développé sa maison d'édition autour de La Revue des Lettres modernes, qui deviendra le titre de sa collection centrale, déclinée en séries monographiques consacrées à un écrivain ou à un thème. Elle a cependant été précédée et complétée par d'autres collections, dans cet ordre chronologique de création :
- Archives des Lettres modernes (1957)
- Thèsothèque (1958)
- Bibliothèque des Lettres modernes (1959)
- La Revue des Lettres modernes (1960)
- Interférences arts / lettres (1968)
- CIRCÉ - Cahiers de l'imaginaire (1969)
- L'Icosathèque (1974)

Depuis sa mort, les Classiques Garnier leur ont ajouté la collection Carrefour des Lettres modernes (2016).